# Rasa de Capdevila
La Rasa de Capdevila és un torrent afluent per la dreta del Cardener que fa el seu curs pels termes municipals de Lladurs i de Navès.

## Descripció
Neix a 1.170 msnm al vessant meridional de la Ventolada. Els primers 400 metres els fa en direcció cap a les 2 del rellotge i tot segit va girant cap al sud, direcció que mantindrà durant pràcticament la resta del seu curs. En assolir aquesta direcció, passa per sota la masia de Capdevila que li dona nom. Quan passa a l'alçada de la Cova de l'Isard surt del terme municipal de Lladurs i entra al de Navès. Desguassa al Cardener a 666 msnm després d'haver travessat la carretera de Solsona a Sant Llorenç de Morunys i haver passat a tocar de la masia d'el Cavall.

## Termes municipals
Des del seu naixement, la Rasa de Capdevila passa successivament pels següents termes municipals.
|                                        | Longitud (en m.) | % del recorregut |
| -------------------------------------- | ---------------- | ---------------- |
| Per l'interior del municipi de Lladurs | 1.172            | 53,9%            |
| Per l'interior del municipi de Navès   | 1.001            | 46,1%            |

## Xarxa hidrogràfica
La xarxa hidrogràfica de la Rasa de Capdevila està integrada per un total de 15 cursos fluvials dels quals 10 són subsidiaris de 1r nivell de subsisiaritat, 4 ho són de 2n nivell i 1 ho és de 3r nivell. La totalitat de la xarxa suma una longitud de 5.300 m.
| Codi del corrent fluvial | Coordenades del seu origen                                    | longitud (en metres) |
| ------------------------ | ------------------------------------------------------------- | -------------------- |
| Rasa de Capdevila        | 42° 5′ 51.53″ N, 1° 33′ 40.17″ E / 42.0976472°N,1.5611583°E   | 2.173                |
| E1                       | 42° 5′ 54.87″ N, 1° 33′ 37.42″ E / 42.0985750°N,1.5603944°E   | 202                  |
| E1·E1                    | 42° 6′ 0.180″ N, 1° 33′ 37.31″ E / 42.10005000°N,1.5603639°E  | 183                  |
| E2                       | 42° 6′ 3.562″ N, 1° 33′ 42.69″ E / 42.10098944°N,1.5618583°E  | 398                  |
| D1                       | 42° 5′ 50.93″ N, 1° 33′ 52.44″ E / 42.0974806°N,1.5645667°E   | 139                  |
| E3                       | 42° 6′ 1.945″ N, 1° 33′ 57.92″ E / 42.10054028°N,1.5660889°E  | 246                  |
| E4                       | 42° 6′ 0.855″ N, 1° 34′ 4.269″ E / 42.10023750°N,1.56785250°E | 247                  |
| D2                       | 42° 5′ 44.92″ N, 1° 33′ 45.47″ E / 42.0958111°N,1.5626306°E   | 473                  |
| D2·D1                    | 42° 5′ 42.82″ N, 1° 33′ 47.72″ E / 42.0952278°N,1.5632556°E   | 183                  |
| D2·D2                    | 42° 5′ 43.46″ N, 1° 33′ 53.52″ E / 42.0954056°N,1.5648667°E   | 166                  |
| E5                       | 42° 5′ 54.40″ N, 1° 34′ 4.566″ E / 42.0984444°N,1.56793500°E  | 134                  |
| E6                       | 42° 5′ 57.86″ N, 1° 34′ 9.603″ E / 42.0994056°N,1.56933417°E  | 290                  |
| E7                       | 42° 5′ 53.45″ N, 1° 34′ 14.43″ E / 42.0981806°N,1.5706750°E   | 216                  |
| E8                       | 42° 5′ 49.86″ N, 1° 34′ 23.43″ E / 42.0971833°N,1.5731750°E   | 250                  |

## Perfil del seu curs

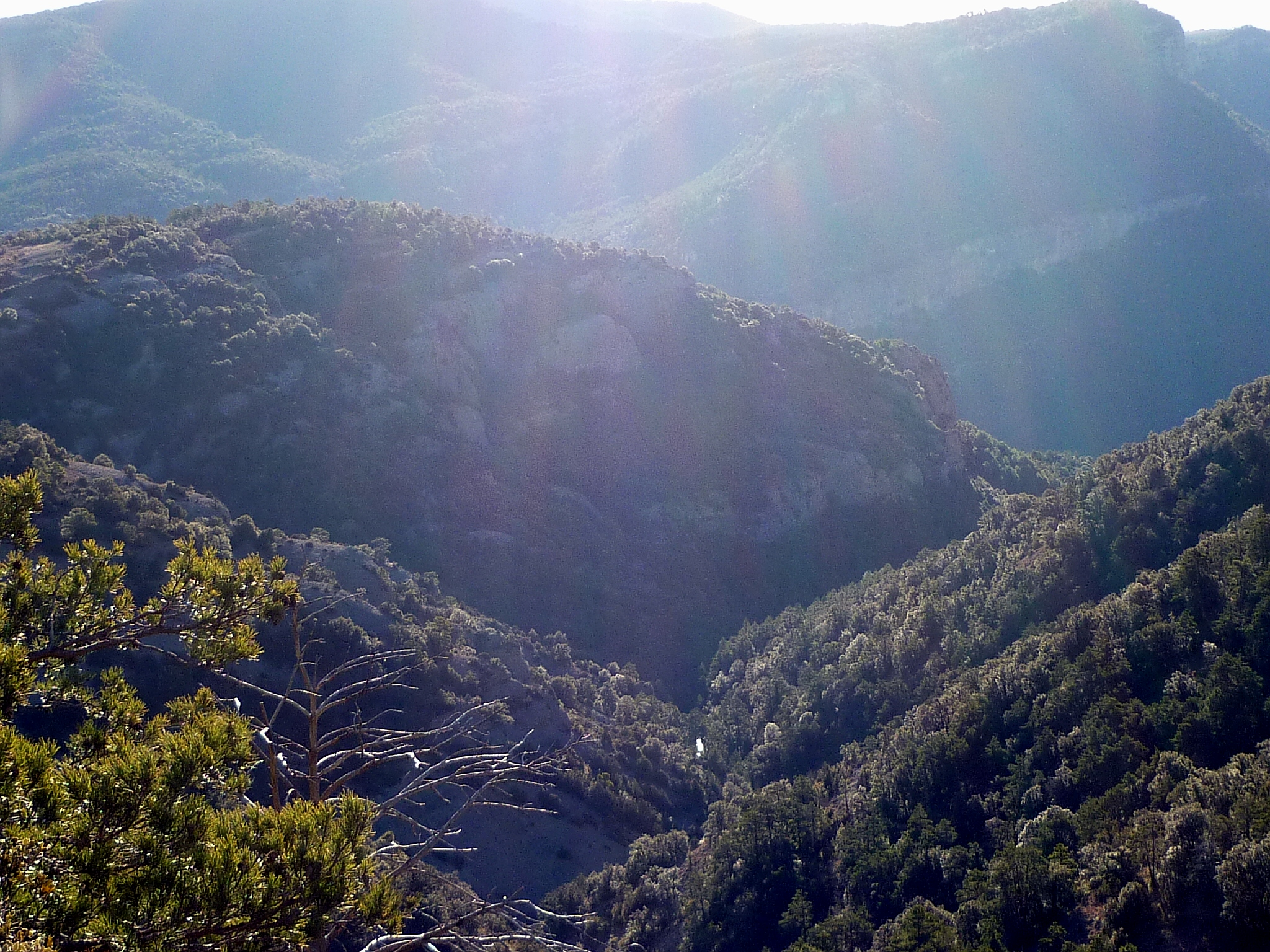
Capçalera de la rasa

| Recorregut (en m.) | Altitud (en m.) | Pendent |
| ------------------ | --------------- | ------- |
| 0                  | 1.170           | -       |
| 250                | 1.088           | 32,8%   |
| 500                | 1.043           | 18,0%   |
| 750                | 1.012           | 12,4%   |
| 1.000              | 997             | 6,0%    |
| 1.250              | 905             | 36,8%   |
| 1.500              | 837             | 27,2%   |
| 1.750              | 750             | 34,8%   |
| 2.000              | 735             | 6,0%    |
| 2.173              | 666             | 39,9%   |